# 岡本大翔
岡本 大翔（おかもと ひろと、2002年9月12日 - ）は、鳥取県西伯郡伯耆町出身の元プロ野球選手（内野手）。右投右打。NPBでは育成選手であった。

## 経歴

### プロ入り前
小学校1年の時に軟式野球を始め、伯耆町立岸本中学校では米子ボーイズに所属していた。チームメイトに山本大斗がいた。
鳥取県立米子東高校2年の時には春、夏の甲子園大会にも出場。
2020年10月26日に行われたプロ野球ドラフト会議において、読売ジャイアンツから育成ドラフト1巡目で指名され、12月1日に支度金300万円、年俸360万円（推定）で仮契約を結んだ。背番号は岡本和真の25にちなんで025。

### 巨人時代
2021年は主に三軍で経験を積み、二軍公式戦（イースタン・リーグ）は2試合に出場して5打数0安打という成績だった。
2022年も主に三軍で経験を積み、二軍公式戦は8試合に出場して打率.111という成績だった。
2023年は8月6日のイースタン・DeNA戦で二軍初本塁打を記録するなど二軍での出場機会が増え、18試合に出場して打率.196、1本塁打、5打点という成績を残した。育成選手として入団して3シーズンが経過したため、シーズン終了後の10月31日に規約に基づき自由契約選手公示されたが、11月20日に育成選手として再契約を結んだ。
2024年は二軍公式戦に出場することができず、支配下登録されることはないままオフに戦力外通告を受けた。その後「一軍レベルで野球ができないんだったらやめよう」として現役を引退し、巨人のデータ・アナリストチームに配属されることになった。

## 詳細情報

### 年度別打撃成績
- 一軍公式戦出場なし

### 背番号
- 025（2021年[5] - 2024年）